# ブリーヴィオ
ブリーヴィオ（伊: Brivio）は、イタリア共和国ロンバルディア州レッコ県にある、人口約4,500人の基礎自治体（コムーネ）。

## 地理

### 位置・広がり
レッコ県南東部のコムーネ。県都レッコから南南東へ13km、ベルガモから西北西へ18km、州都ミラノから北北東へ37kmの距離にある。

#### 隣接コムーネ
隣接するコムーネは以下の通り。括弧内のBGはベルガモ県所属を示す。
- アイルーノ
- カルコ
- カロルツィオコルテ
- チザーノ・ベルガマスコ (BG)
- モンテ・マレンツォ
- オルジャーテ・モルゴラ
- オルジナーテ
- ポンティーダ (BG)
- ヴィッラ・ダッダ (BG)

### 地勢・地形
- 河川：アッダ川

### 気候分類・地震分類
気候分類では、zona E, 2365 GGに分類される。
また、イタリアの地震リスク階級 (it) では、zona 3 (sismicità bassa) に分類される。

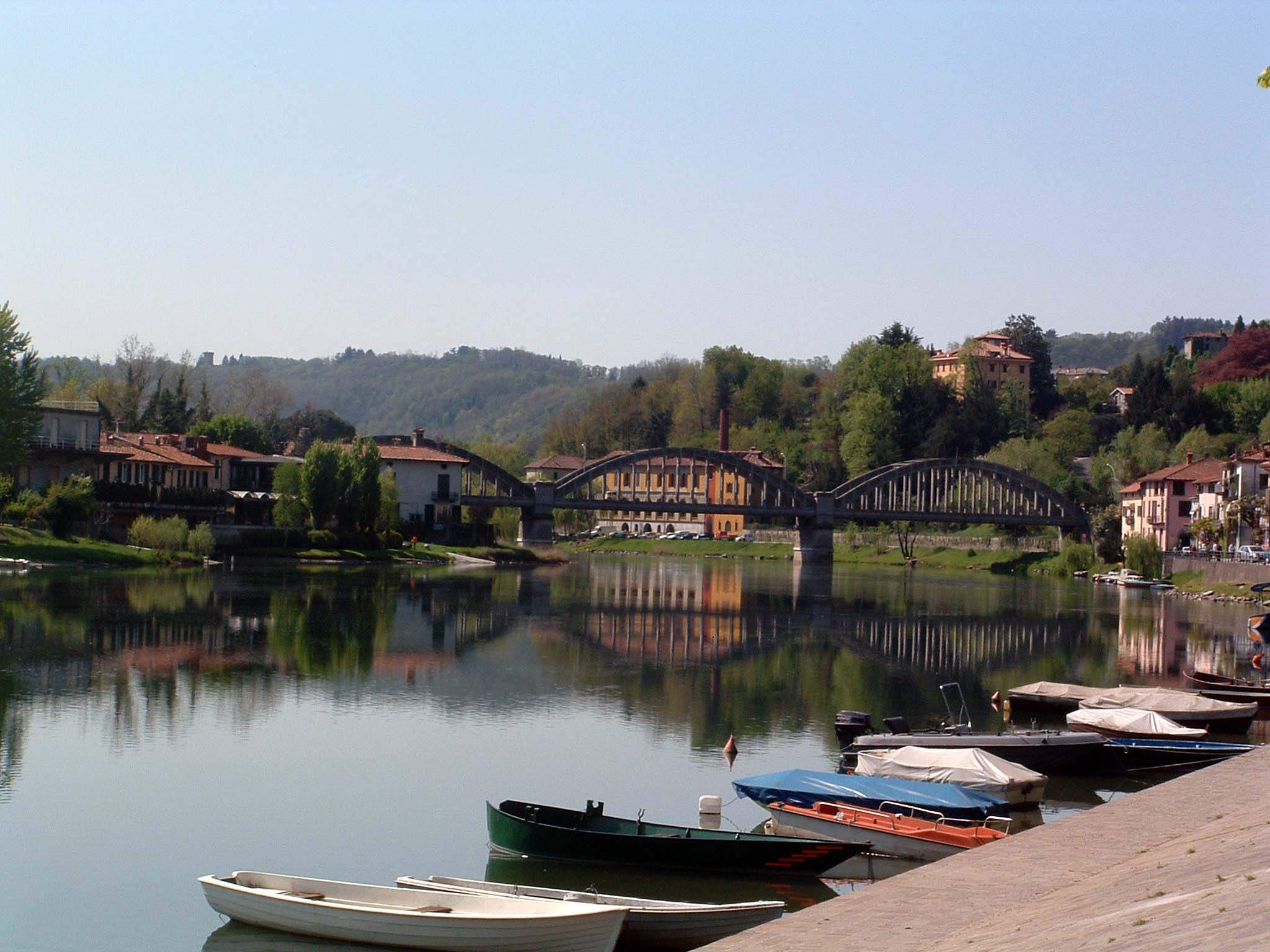
アッダ川
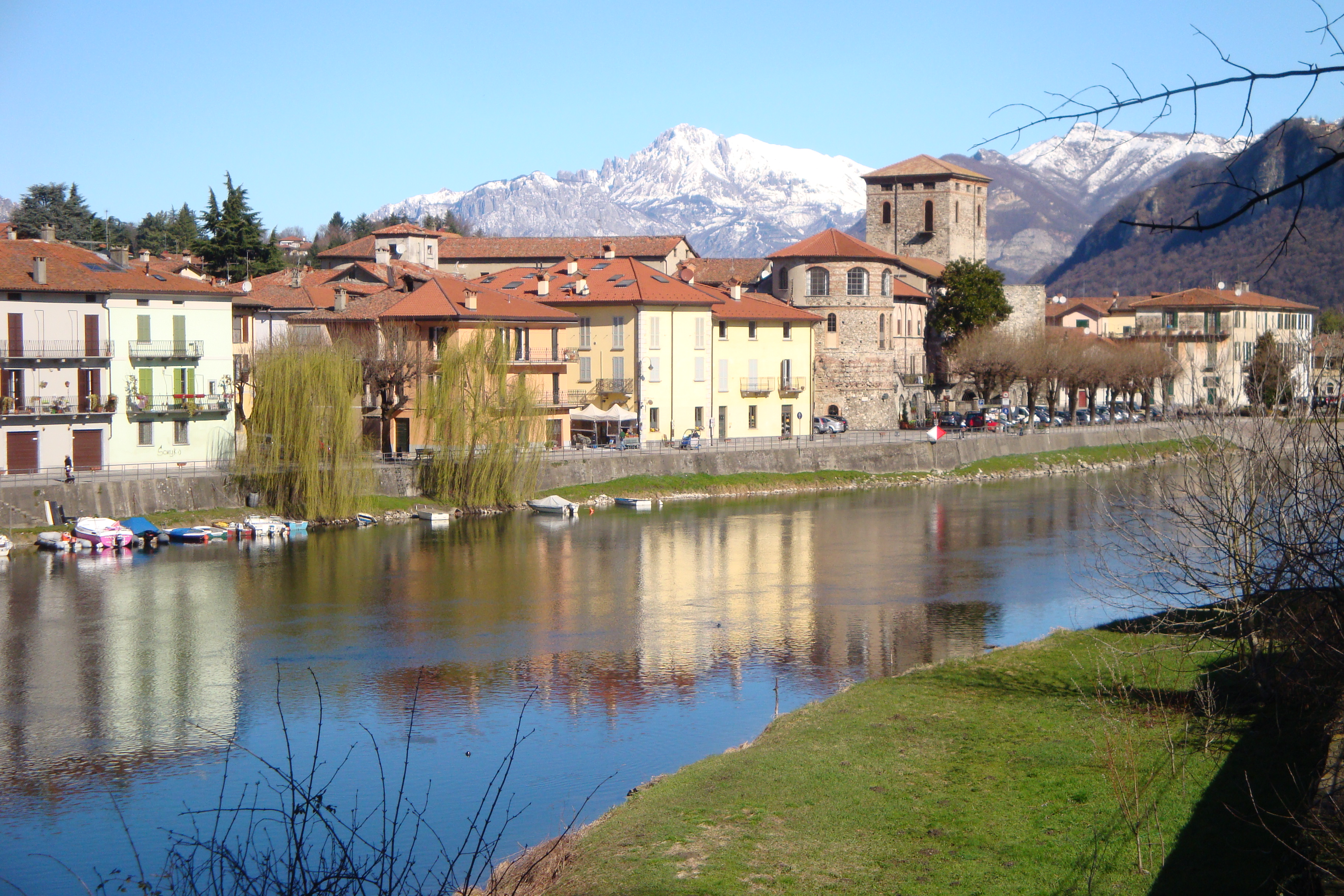
Castello di Brivio
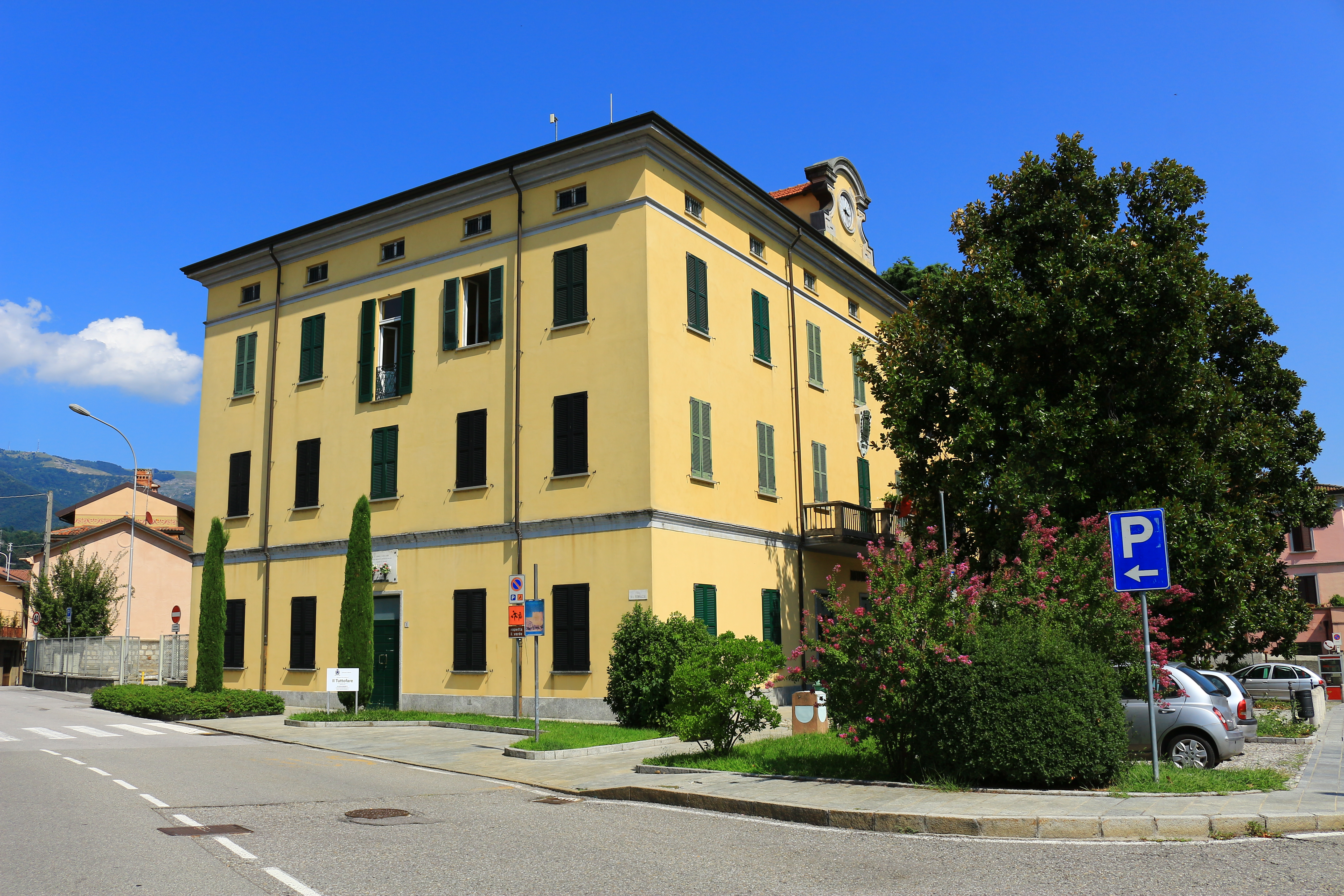
市役所
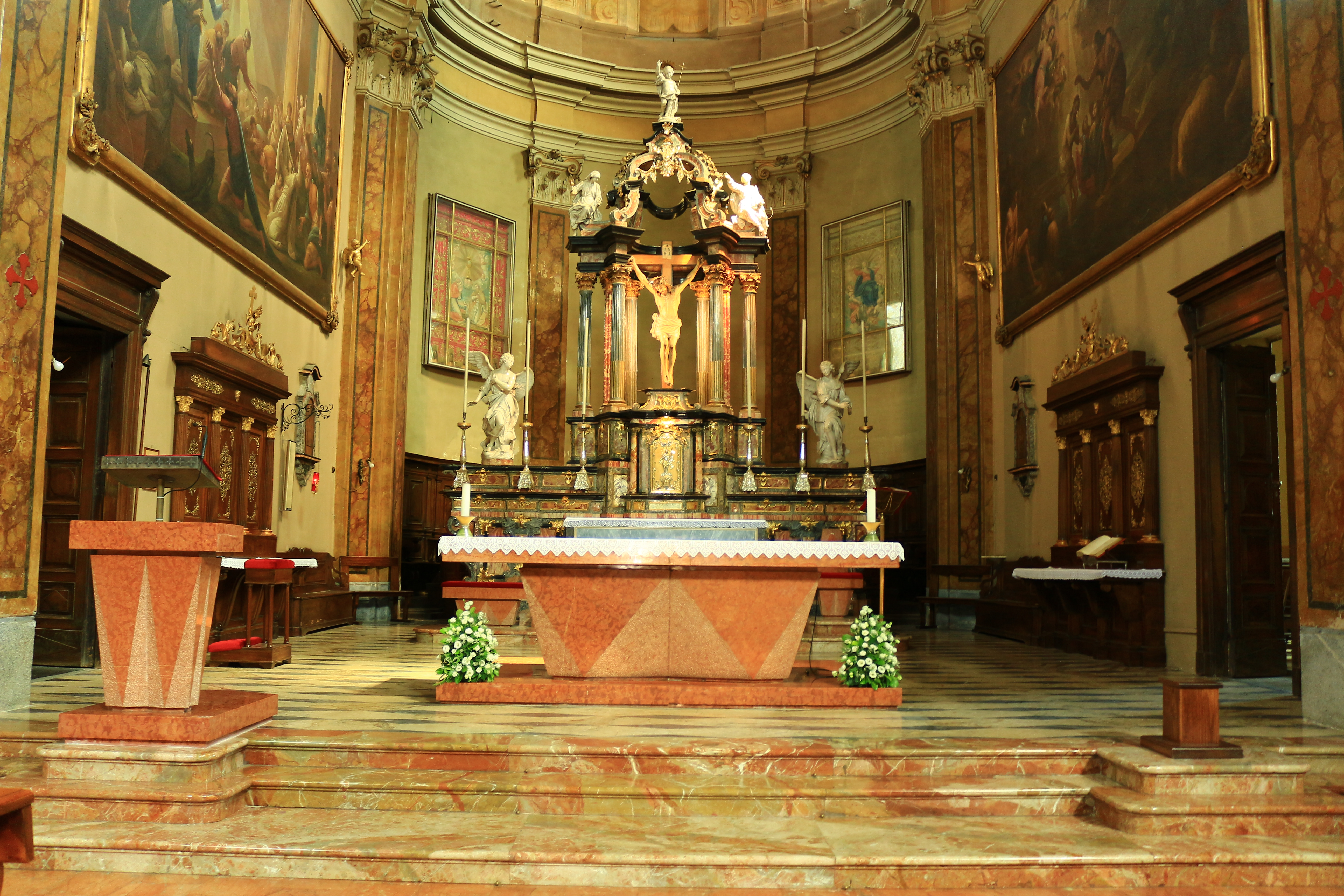
ブリーヴィオの教会

## 行政

### 分離集落
ブリーヴィオには、以下の分離集落（フラツィオーネ）がある。
- Beverate, Vaccarezza, Foppaluera, Canosse, Molinazzo, Toffo, Foino, Bastiglia, Palazzetto, Butto

## 交通
アッダ川対岸のチザーノ・ベルガマスコとの間には、道路橋が架かっている。